# Vincent Wiemer
Vincent Gerhard Heinrich Wiemer (* 6. Januar 2004 in Bonn) ist ein deutscher Schauspieler.

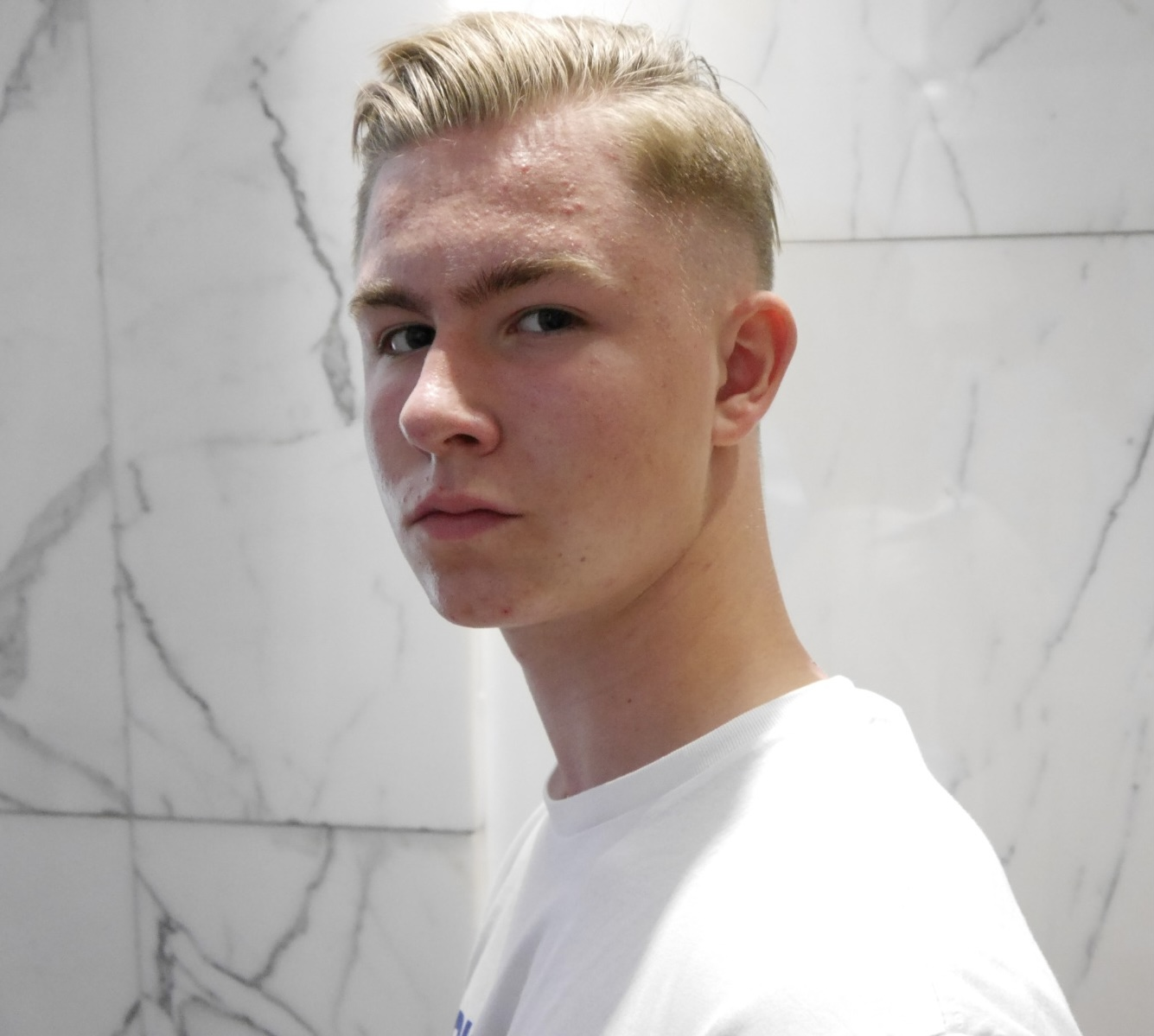
Vincent Wiemer (2020)

## Leben und Ausbildung
Wiemer wuchs als Sohn eines studierten Kunst- und Medienwissenschaftlers und einer Logopädin, zusammen mit seiner jüngeren Schwester im Bonner Bezirk Hardtberg, im Ortsteil Lengsdorf auf. Ab 2014 besuchte er das Carl-von-Ossietzky-Gymnasium im Bonner Ortsteil Ückesdorf, wo er 2022 die allgemeine Hochschulreife erlangte. Seit seiner Kindheit spielt Wiemer Schlagzeug, außerdem betreibt er seit 2017 Karate, als Amateursportler.

## Künstlerische Laufbahn
Seine erste Bühnenerfahrung sammelte Wiemer 2008, als Drache Kokosnuss im Theaterstück Ritter Rost. Im Februar 2013 trat er im Bonner Karneval mit einem viertelstündigen Soloprogramm als Imitator von Herbert Knebel auf. In der darauffolgenden Karnevalssession 2014 spielte er ein 20-minütiges Soloprogramm als Imitator von Reiner Calmund. Erste Musical-Erfahrungen machte Wiemer 2015 mit Schulmusicals, später trat er an der Seite von Jan Amman bei dem Gala-Konzert Die Melodie des Broadway (8. März 2017) anlässlich des 50. Geburtstages von Wolfgang Adenberg mit verschiedenen Werken aus den Musicals Pünktchen und Anton sowie Emil und die Detektive auf. 2018 drehte er zusammen mit Tom Lehel und Die Lochis das Musikvideo zu dem Song DU DOOF?!, sowie dazugehöriges pädagogisches Begleitmaterial für die Stiftung Mobbing stoppen! Kinder stärken! Seinen ersten TV-Auftritt hatte Wiemer am 19. Mai 2017 als Gast in der ProSieben-Show Luke! Die Schule und ich (Staffel 1, Folge 3) von und mit Comedian Luke Mockridge. Am 31. Mai 2019 war er ein weiteres Mal in dieser Sendung zu Gast (Staffel 3, Folge 6).
Seit 2016 ist Wiemer festes Mitglied im Nachwuchsensemble am Jungen Theater Bonn. Hier begann er seine Bühnenkarriere mit der ersten Hauptrolle als Rico in Rico, Oskar und die Tieferschatten (2016–2019). Es folgten Haupt- und Nebenrollen in den Theaterproduktionen Die unendliche Geschichte (seit 2017), TKKG – Freundschaft in Gefahr (2018–2019), Krabat (2019) und Das Letzte Aufgebot (seit 2019), allesamt auf der Bühne des Jungen Theater Bonn.
Im Sommer 2021 drehte Wiemer mit Sonne und Beton seinen ersten Kinofilm. In der von Seven Elephants und Constantin Film produzierten Bestsellerverfilmung des gleichnamigen Romans von Felix Lobrecht, spielte er unter der Regie von David Wnendt die Hauptrolle des hitzköpfigen Neuköllner Jugendlichen Julius. Der Film erschien am 2. März 2023 in deutschen Kinos.

## Theatrografie

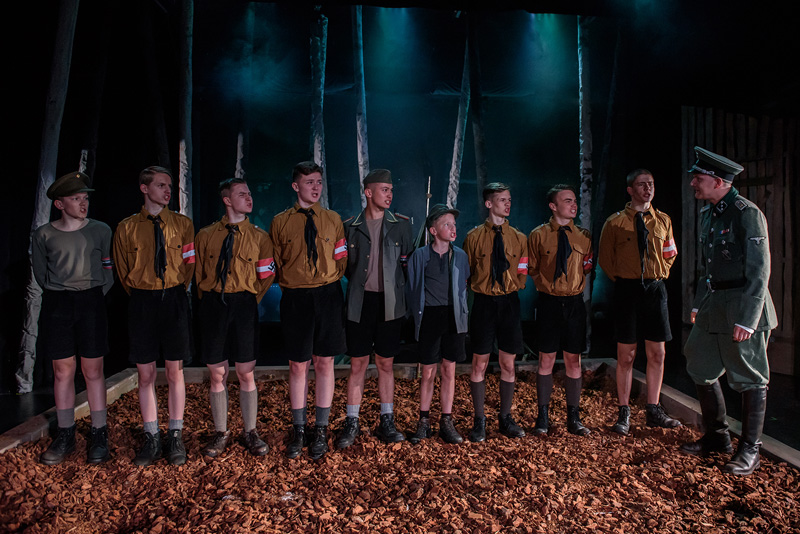
Vincent Wiemer (3.v.l.) als „Paul Weber“ in „Das letzte Aufgebot“ (Junges Theater Bonn, 2019)

### Junges Theater Bonn
- 2016–2019: Rico, Oskar und die Tieferschatten
- 2017–2022: Die Unendliche Geschichte[3]
- 2018–2019: TKKG - Freundschaft in Gefahr
- 2019: Krabat[4]
- 2019–2022: Das Letzte Aufgebot[5]

## Filmografie
- 2023: Sonne und Beton[10]

## Diskografie
- 2017: Die Melodie des Broadway[11]

## TV
- 2017: Luke! Die Schule und ich
- 2019: Luke! Die Schule und ich